# Gasel BE
| BE ist das Kürzel für den Kanton Bern in der Schweiz. Es wird verwendet, um Verwechslungen mit anderen Einträgen des Namens Gasel zu vermeiden. |

Gasel (berndeutsch Gasu ['kasu]) ist ein Dorf und ein Ortsteil in der Gemeinde Köniz im Schweizer Kanton Bern.

## Allgemeines
Gasel liegt im Süden der Stadt Bern und ist mit 762 Einwohnern eines der kleineren Dörfer der Gemeinde Köniz. Im Gegensatz dazu ist der Ortsteil Gasel mit einer Fläche von über neun Quadratkilometern der grösste in der Gemeinde Köniz.
Mit seinen vielen Bauernhäusern ist Gasel in der Fläche noch sehr ländlich geprägt. Es gibt jedoch auch einige Klein- und Mittelbetriebe sowie Mehrfamilienhäuser im Zentrum.
Öffentliche Verkehrsmittel: Die BLS-Linie S6 (Bern–Schwarzenburg) fährt halbstündlich. Bern ist in 16 Minuten und Köniz in 4 Minuten per Bahn erreichbar.

## Geschichte
Südlich von Köniz liegt der Ort Gasel. Der Name wird von lateinisch casale ‹zum Haus gehörig›, ‹Landhaus› hergeleitet. Versuchsweise wurde der Siedlungsname auch als Neubildung aus der Zeit um 1600 zum italienischen Appellativ casolare ‹Bauernhof› in religiöser Bedeutung als ‹Krippe› interpretiert (aufgrund der «religiöse[n] Bedeutung, welche in allen wichtigen Ortsnamen drinsteckt»), doch spricht eine Reihe von Tatsachen gegen diese Annahme: Der Name der Siedlung ist seit dem 13. Jahrhundert vielfach belegt; von einer religiösen Bedeutung, die in allen wichtigen Ortsnamen stecken soll, kann keine Rede sein; die Gegend war seit 1528 reformiert, die Nähe zu einem Pilgerweg kann also nicht namengebend gewesen sein; die lautliche Entwicklung von casolare zu Gasel ist unerklärt; ein Grund für einen singulären italienischen Namen in einem Gebiet, das nie italienisch war, ist nicht gegeben.

## Bilder

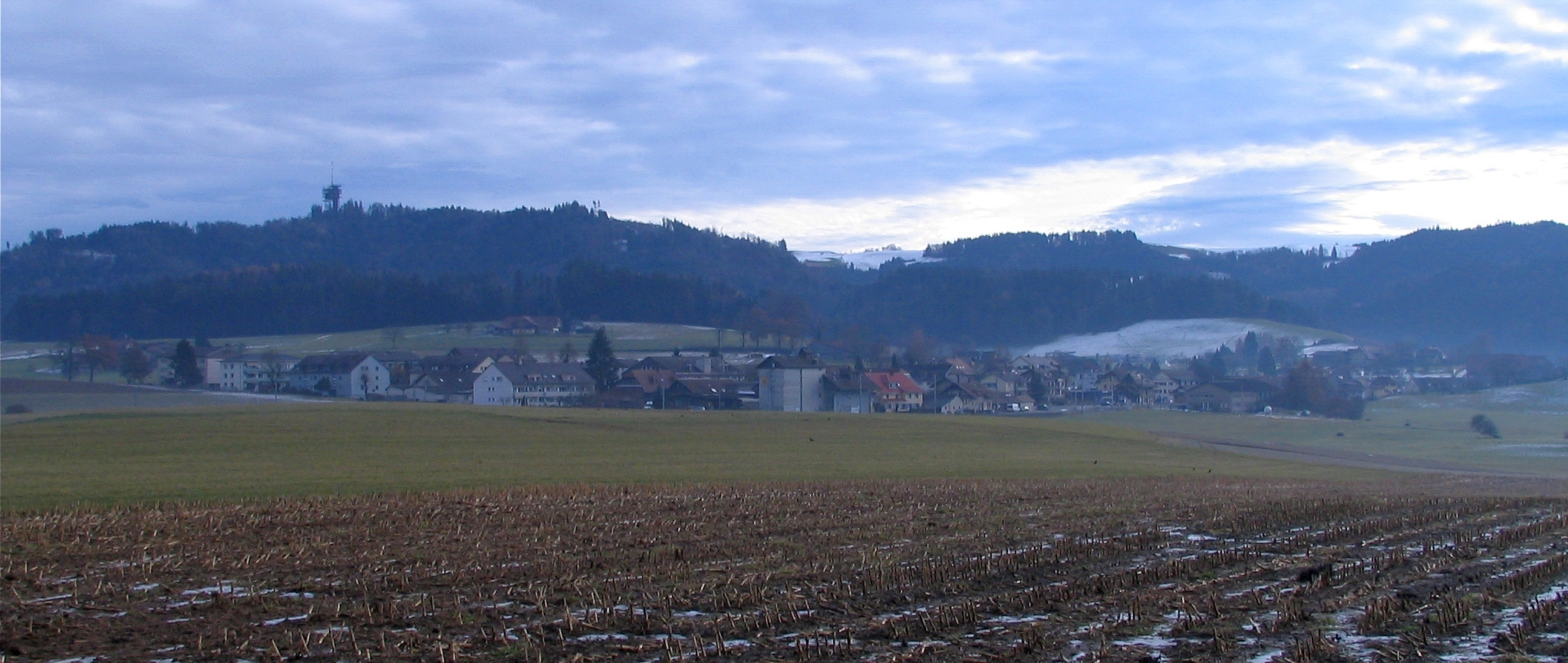
Das Dorf Gasel von Westen aus gesehen, im Hintergrund der Ulmizberg
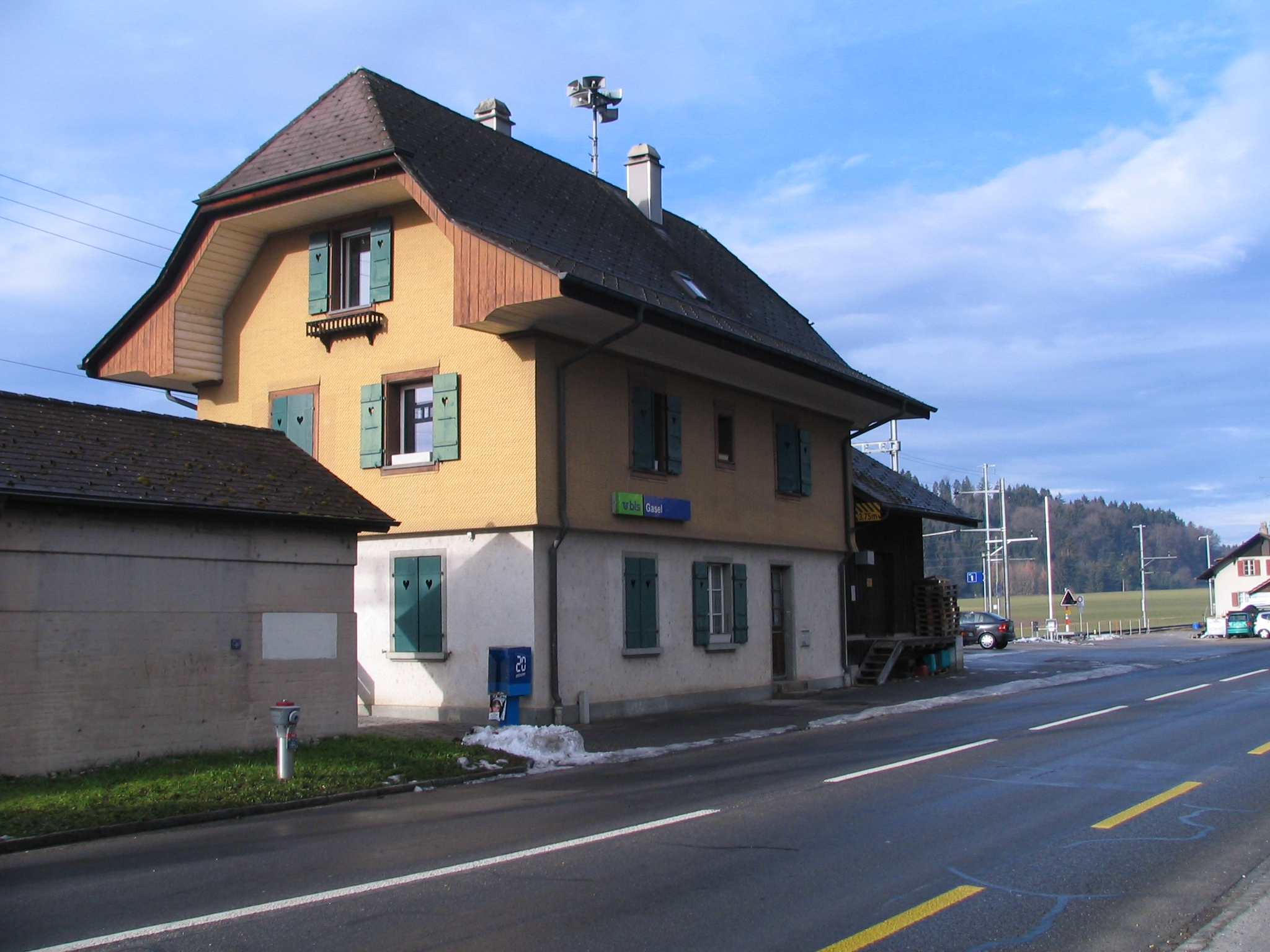
Bahnhof Gasel